# Káně páskovaná
Káně páskovaná (Buteo lineatus) je středně velká káně hnízdící v lesích na východě Severní Ameriky, v Kalifornii a v Mexiku. Je částečně tažná. Dorůstá 43–61 cm, v rozpětí křídel měří 94–111 cm a váží 486–774 g. Svrchu je převážně hnědo-bílá, spodinu těla má oranžovou s bílými pruhy a končetiny žluté. Ocas má tmavý, s množstvím světlých, v letu dobře viditelných pruhů. Loví malé obratlovce, převážně savce, ale také ptáky, plazy a obojživelníky. Je monogamní a hnízdí na stromech, v jedné snůšce je pak 2–5 světlých, hnědě skvrnitých vajec, na kterých sedí zhruba 33 dnů.